# Ada của Holland

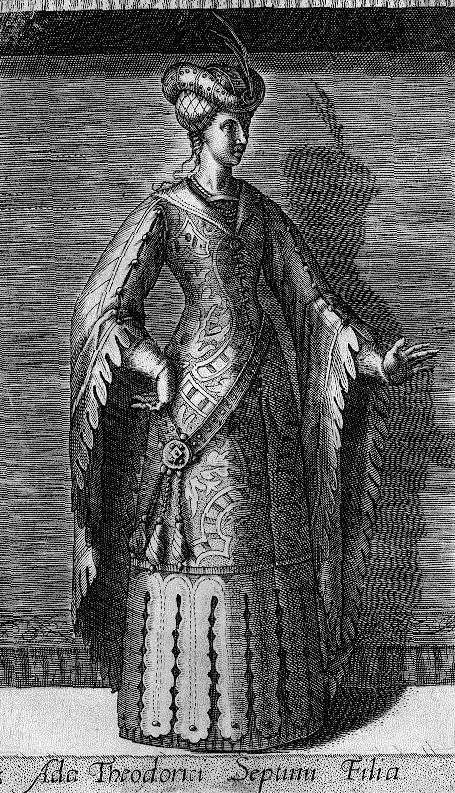
Ada của Hà Lan, được miêu tả trong một bức thêu ở thế kỉ XVI

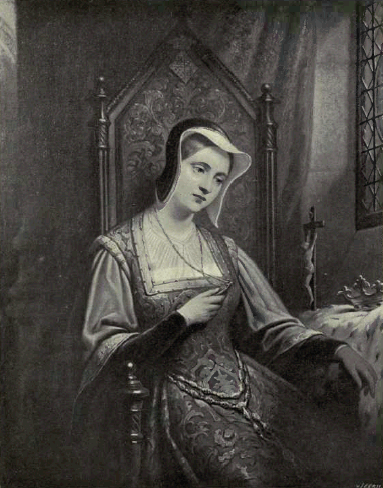
Ada trong một bức tranh ở thế kỉ XVIII

Ada của Hà Lan (khoảng 1188 – 1223) là nữ bá tước của Hà Lan từ năm 1203 đến năm 1207. Bà là con gái của Thierry VII, bá tước của Hà Lan và Adélaïde xứ Clèves.
Kể từ khi cha bà mất, năm 1203, bà đã phải chống lại người chú Guillaume, công hầu xứ Frise, người đang đòi lấy Hà Lan. Ada kết hôn với Louis II, bá tước xứ Looz để củng cố địa vị của mình. Ít lâu sau khi bị bắt bởi những tên ủng hộ Guillaume, bà đã bị cầm tù tại thành trì Leyde. Bởi hiệp ước xứ Bruges, Guillaume vui lòng chấp nhận coi Ada và Louis như là bá tước của Hà Lan, nhưng Ada đã đồng ý từ bỏ gia tài của mình vào năm 1207 để lấy lại sự tự do. Ada và Louis không giữ đúng lời hứa của mình và chiến tranh nổ ra. Cuộc chiến này thường diễn ra một cách nhanh chóng là do một cuộc xung đột quan trọng mang tính quốc tế một phần là giữa những vị vua nước Pháp và những người nhà Hohenstaufen và phần kia là những vị vua Anh quốc và những người thuộc đế chế Guelfe. Guillaume đã đạt được kết quả là giữ được Hà Lan quanh co giữa hai doanh trại, Louis và Ada từ bỏ tham vọng của họ. Họ mất mà không có con nối dõi.